# Préhistoire de la région franco-cantabrique

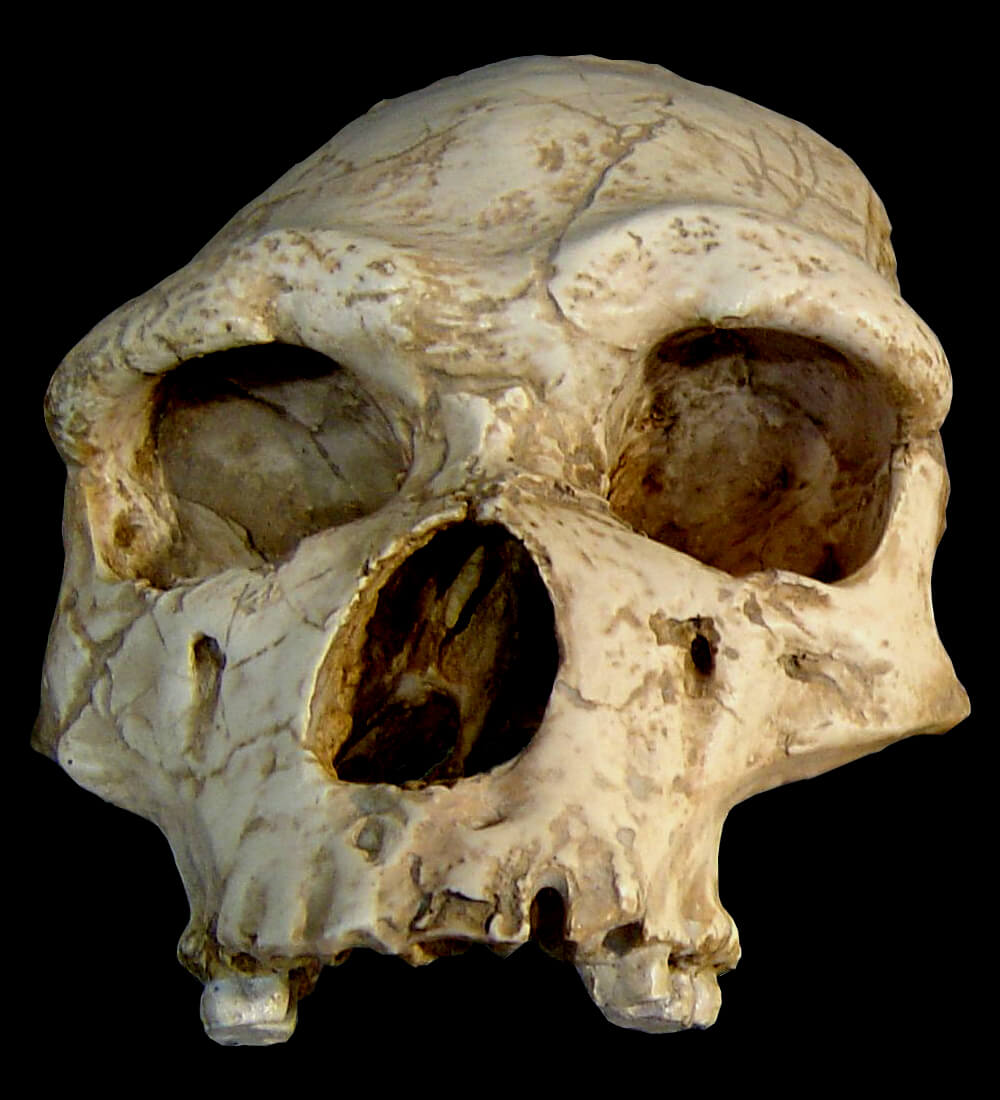
Crâne de l'Homme de Tautavel (Arago 21), trouvé dans les Pyrénées-Orientales, et daté d'environ 450000 ans

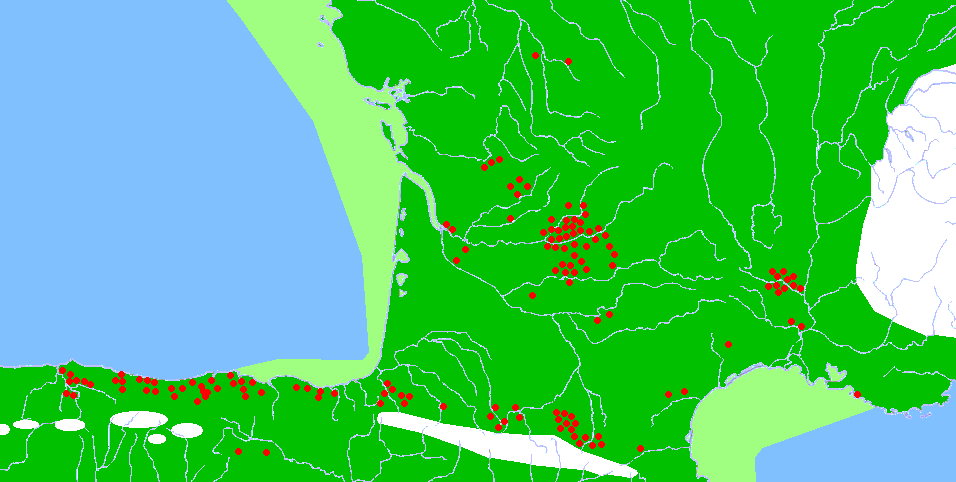
Carte de la région franco-cantabrique, montrant les principales grottes contenant de l'art pariétal

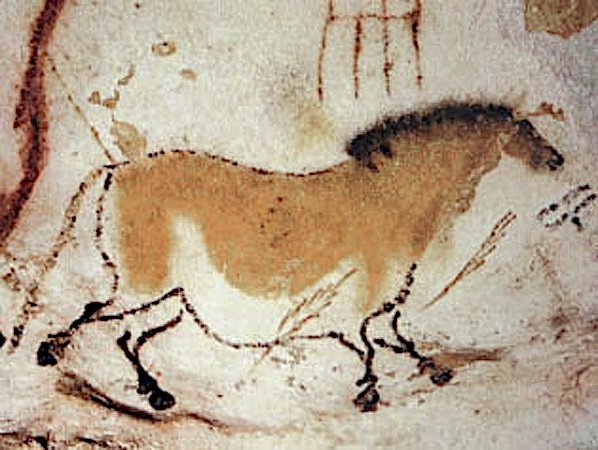
Cheval dans la grotte de Lascaux, Dordogne

La région franco-cantabrique s'étend du Nord de l'Espagne (des Asturies à la Catalogne) au quart Sud-Ouest de la France (régions Nouvelle-Aquitaine et Occitanie). Différentes espèces humaines ont été successivement identifiées dans cette région depuis plus d'un million d'années : Homo affinis erectus, Homo antecessor, Homo heidelbergensis, Homo neanderthalensis et Homo sapiens. Le versant français comme le versant espagnol ont livré de nombreux vestiges lithiques anciens, associés ou non aux fossiles humains. Durant le Paléolithique supérieur, la région présentait une certaine homogénéité culturelle. Elle avait peut-être à cette époque la plus forte densité de population d'Europe.

## Paléolithique inférieur
Le plus ancien fossile humain connu dans le Nord de l'Espagne et dans la région franco-cantabrique est un fragment de crâne découvert en 2022 (et publié en 2025) dans le niveau TE7 de la Sima del Elefante (Sierra d'Atapuerca, près de Burgos), une strate estimée dater entre 1,1 et 1,4 million d'années,,. Le fossile se distingue nettement des fossiles plus récents attribués à Homo antecessor. La face robuste et saillante du fossile le rapproche davantage de formes plus archaïques, sans qu'il soit possible de proposer une attribution plus précise qu' Homo affinis erectus (affinis signifiant « ressemblant à »).
La mandibule partielle trouvée dans une couche légèrement plus récente de la Sima del Elefante, datée d'environ 1,2 million d'années, est ainsi devenue le second plus ancien fossile connu dans la région franco-cantabrique. Elle n'est pas à ce jour attribuée à une espèce précise.
Des fossiles d'Homo antecessor ont été mis au jour dans la Gran Dolina, également à Atapuerca. Ils sont datés d'environ 860 000 ans. Homo antecessor est désormais la seconde plus ancienne espèce humaine identifiée en Europe.
L'Homme de Tautavel, découvert depuis 1965 dans la caune de l'Arago, à Tautavel, dans les Pyrénées-Orientales, a livré des fossiles datés de 570 000 à 400 000 ans,. Il est attribué à l'espèce Homo heidelbergensis.
Le Paléolithique inférieur de la région franco-cantabrique est caractérisé par des industries oldowayennes puis, à partir d'environ 700 000 ans, acheuléennes. Dans les niveaux inférieurs du site de Gran Dolina, les vestiges d'une industrie lithique datée d'environ 1,5 Ma attestent une présence humaine plus ancienne que les fossiles connus à ce jour.

## Paléolithique moyen
Durant tout le Paléolithique moyen, la région franco-cantabrique était occupée par l'Homme de Néandertal (grottes de Gargas, du Noisetier ou d'Isturitz).
L'industrie lithique du Paléolithique moyen d'Europe est le Moustérien, à partir d'environ 350 000 ans avant le présent (AP), avec plusieurs faciès régionaux.

## Paléolithique supérieur
Au Paléolithique supérieur, l'Homme de Néandertal est remplacé par Homo sapiens. La région a connu successivement les cultures du Châtelperronien, de l'Aurignacien, du Gravettien, du Solutréen, du Magdalénien, et de l'Azilien.
La grotte d'Aurignac (Haute-Garonne) est le site éponyme de l'Aurignacien. 
Les grottes de Gargas (période gravettienne) et de Niaux (période magdalénienne) témoignent à travers l'art pariétal de la complexité des sociétés humaines de l'époque.
L'Azilien (commune du Mas-d'Azil, en Ariège), achève le Paléolithique supérieur, de l'Alleröd jusqu'au Dryas récent.
La région a été un refuge pour les populations paléolithiques pendant le dernier maximum glaciaire (d'environ 26 000 à 19 000 ans AP). Elle a ensuite joué un rôle majeur, lors du réchauffement climatique relatif du Tardiglaciaire, en contribuant au repeuplement de l'Europe de l'Ouest et en diffusant le Magdalénien jusqu'en Belgique et en Allemagne. Le paléodémographe Jean-Pierre Bocquet-Appel a fait également valoir que la zone de refuge franco-cantabrique pourrait avoir été la principale source de recolonisation de la France au Tardiglaciaire. Ses simulations démographiques, basées sur des données archéologiques, suggèrent que c'était la région la plus densément peuplée d'Europe durant tout le Paléolithique supérieur. Kieran O'Hara a suggéré que le climat contrôlait les figurations pariétales franco-cantabriques. L'Espagnol Álvarez-Iglesias a observé un pic de fréquence pour l'haplogroupe H5a dans la région franco-cantabrique, alors que la fréquence diminue en allant vers l’Est. Il a déclaré : « Ceci est compatible avec un processus de repeuplement démographique de l’Europe après le dernier maximum glaciaire centré sur ce refuge climatique et géographique ».

## Mésolithique
À l'issue du Dryas récent, le réchauffement climatique rapide vers 9700 av. J.-C. (début de l'Holocène) ouvre la voie au Mésolithique. Les grands troupeaux de rennes remontent vers le nord. La couverture forestière s'étend. Les techniques de chasse évoluent en conséquence.

## Néolithique
Au Néolithique, des populations d'agriculteurs arrivent de l'Est en progressant le long des côtes méditerranéennes. La région atlantique demeure un temps à l'écart de la néolithisation.
Les cultures basques et gasconnes sont peut-être les héritières de celles des peuples de la zone atlantique, qui auraient localement adopté l'agriculture en subissant une moindre influence des populations néolithiques et ultérieures venues de l'Est.